# Helmut Böttiger (Autor, 1956)

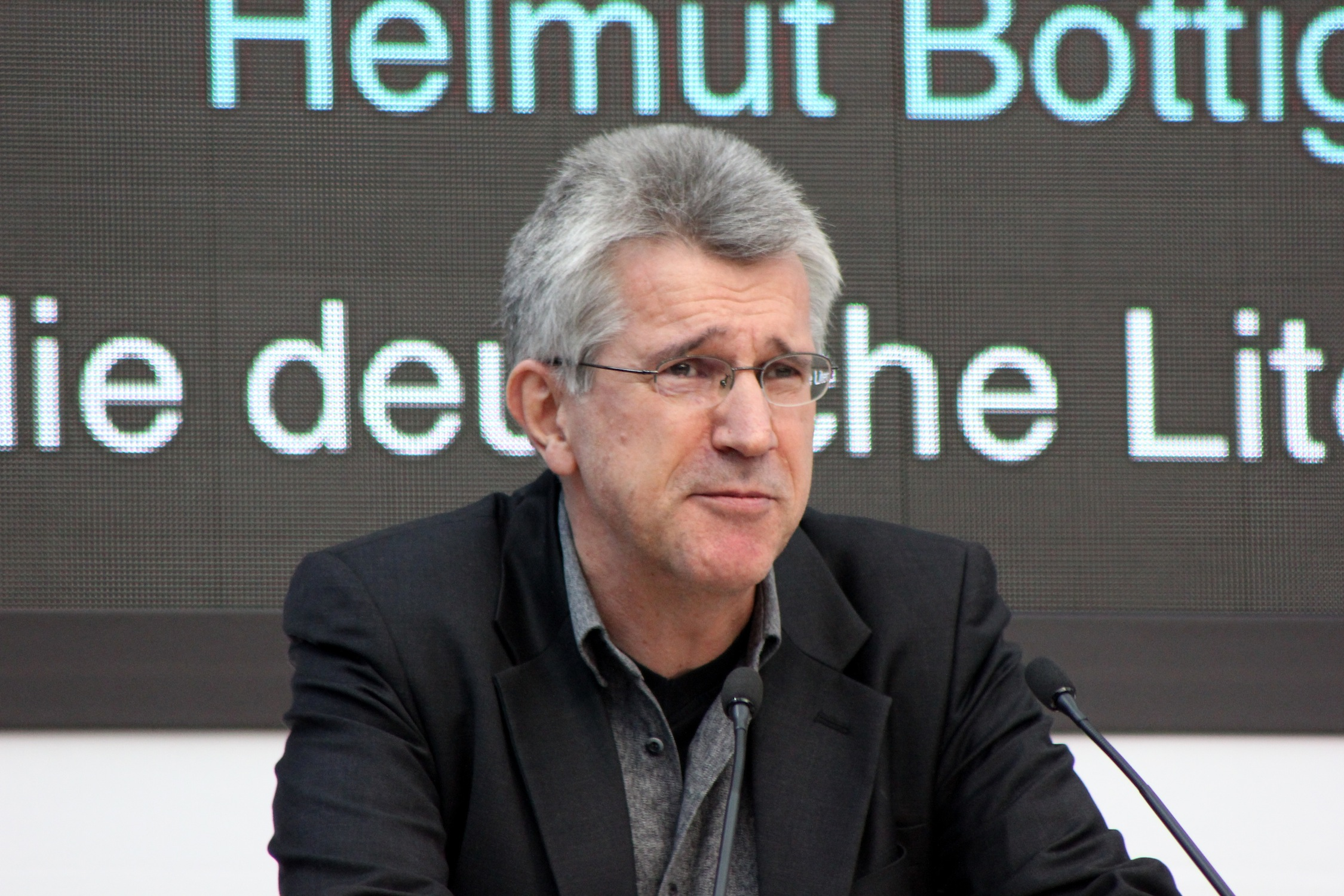
Helmut Böttiger auf der Leipziger Buchmesse 2013

Helmut Böttiger (* 8. September 1956 in Creglingen) ist ein deutscher Schriftsteller, Literaturkritiker und Essayist.

## Leben
Helmut Böttiger studierte nach dem Abitur am Gymnasium Weikersheim Germanistik und Geschichte in Freiburg. Er beendete sein Studium mit einer Dissertation über Fritz Rudolf Fries und die DDR-Literatur. Nach verschiedenen Stationen als Kulturredakteur, unter anderem als verantwortlicher Literaturredakteur der Frankfurter Rundschau, lebt er seit 2002 als freier Autor in Berlin.
1993 erschien Böttigers Buch Kein Mann, kein Schuss, kein Tor. Das Drama des deutschen Fußballs, das den Beginn einer ganzen Strömung feuilletonistischer Bücher über den Fußball markierte. „Helmut Böttiger hat im letzten Dämmerlicht eine bemerkenswerte Ästhetik des deutschen Fußballs geschrieben“, vermerkte Dirk Schümer: „Böttiger glänzt durch seine ungemein kundigen Rück- und Seitenblicke, die dem Fußball ganz selbstverständlich eine ästhetisch-politische Bedeutung zugestehen.“ Der Titel Kein Mann, kein Schuss, kein Tor verweist auf den Zustand des deutschen Fußballs, den Böttiger sehr beklagt, man würde zu sehr auf die altbackenen „deutschen Tugenden“ setzen – tatsächlich bildeten danach die Weltmeisterschaften 1994 und 1998 sowie vor allem die Europameisterschaft 2000 einen Tiefpunkt in der deutschen Fußballgeschichte. Einige zeitgenössische Rezensenten warfen dem Autor aber gleich „Kulturpessimismus“ und „Schwarzseherei“ vor. Es entwickelte sich in der Folge ein Disput über den „Fußballfeuilletonismus“, der in den ersten Reaktionen auf Böttigers Buch gefeiert wurde, aber auch auf Kritik von anderen Publizisten stieß.
Böttigers Buch Orte Paul Celans von 1996 ist mit keiner Gattungsbezeichnung versehen und bewegt sich assoziativ zwischen poetischem Essay, Reportage und Interpretation. Der Autor sucht die Orte auf, an denen der Lyriker Paul Celan gewohnt hat: Czernowitz, Bukarest, Wien und Paris. Andreas Breitenstein schrieb : „Der Verfasser beherrscht jene Art von Belehrung, die man sich gern gefallen lässt: gesättigt mit Anschauung, durchtränkt mit Reflexion, getragen von sprachlicher Eleganz und erzählerischem Witz. In bester essayistischer Manier umkreist Böttiger seinen Gegenstand, ohne ihn zu erdrücken.“ Herta Müller veröffentlichte dazu einen Essay in der Zeit: „Meine eigenen rumäniendeutschen und rumänischen Hintergründe tangieren diese Orte. Daher hat die Reise dieses Buches von der ersten Seite an sie wieder aufgewühlt.“ 2006 veröffentlichte Böttiger ein weiteres Buch über Paul Celan (Wie man Gedichte und Landschaften liest), das vom Verhältnis Celans zur Landschaft der Bretagne ausgeht und 2017 unter dem Titel "Celan am Meer" neu aufgelegt wurde.
In Ostzeit-Westzeit. Aufbrüche einer neuen Kultur von 1996 verarbeitete Böttiger seine Erfahrungen als Kulturkorrespondent der Frankfurter Rundschau in Berlin. 2004 folgte mit Nach den Utopien ein Überblick über die deutschsprachige Gegenwartsliteratur. Böttiger bezieht sich hier auf die Jahre zwischen 1989 und 2004: auf die Schriftsteller, die in diesem Zeitraum zum ersten Mal auf sich aufmerksam machten oder deren wichtigste Werke in diesen Zeitraum fallen. Manche Rezensenten bemängelten die Subjektivität der Auswahl, die Autoren wie Wolfgang Hilbig, Marcel Beyer, Ulrich Peltzer, Thomas Lehr, Kathrin Schmidt, Thomas Meinecke, Reinhard Jirgl, Markus Werner oder Wilhelm Genazino in den Vordergrund stellte.
Böttiger kuratierte auch zwei große Literaturausstellungen: Elefantenrunden. Walter Höllerer und die Erfindung des Literaturbetriebs (2005) sowie 2009 Doppelleben. Literarische Szenen aus Nachkriegsdeutschland. Diese wurde im Auftrag der Deutschen Akademie für Sprache und Dichtung in verschiedenen Literaturhäusern gezeigt. Unter anderem in den Literaturhäusern Berlin und Frankfurt. Der Ausstellungskatalog galt bald als maßgebende Studie über die Literatur der frühen Nachkriegszeit. Der Literaturkritiker Martin Lüdke meinte, die Bücher seien „ein Kompaktkurs gesamtdeutscher Literaturgeschichte der Jahre zwischen 1945–1955“. Jens Bisky bemerkte später: „Der zweibändige Katalog ist – und wird es wohl noch einige Jahre bleiben – das Standardwerk zum Thema“.
2012 veröffentlichte Böttiger mit Die Gruppe 47. Als die deutsche Literatur Geschichte schrieb eine Analyse der Geschichte der Gruppe 47. Böttiger versucht hier, die Geschichte der einflussreichen Schriftstellergruppe, die das literarische Leben in der Frühzeit der Bundesrepublik dominierte, gegen den Strich zu lesen und stellt einige sicher geglaubte Thesen in Frage: etwa über die Dominanz eines „Kahlschlag“-Stils, die Rolle deutscher Kriegsheimkehrer oder den Auftritt Paul Celans. Das Buch erhielt 2013 den Preis der Leipziger Buchmesse in der Kategorie Sachbuch/Essayistik. Jochen Hieber erklärte: „Es ist klar und verständlich, es erzählt mit Schwung, aber auch mit Sorgfalt und einem untrüglichen Sinn für Gerechtigkeit.“
Es folgte die Doppelbiografie "Wir sagen uns Dunkles. Die Liebesgeschichte zwischen Ingeborg Bachmann und Paul Celan" (2017). In seiner Kolumne "Vom Nachttisch geräumt" schrieb Arno Widmann im "Perlentaucher": "Die Stärke von Böttigers Buch liegt darin, dass er den biografischen Fluss, die Erzählung vom Zusammenkommen und Auseinanderdriften, Wiederzusammenkommen und wieder Auf-Abstand-Gehen immer wieder unterbricht, um sich den Gedichten, den Texten zuzuwenden, die die beiden schrieben." (18. Dezember 2017) Wiebke Porombka lobte die "Eindringlichkeit von Böttigers Studie": "Er "bettet die Beziehung in ihren historischen Kontext ein, entfaltet, quellengesättigt und atmosphärisch, das kulturelle Panorama der Nachkriegszeit und legt dabei die Dynamiken eines seine Kräfteverhältnisse neu auslotenden Literaturbetriebs frei." (FAZ, 7. Oktober 2017).
Nach der Studie "Celans Zerrissenheit. Ein jüdischer Dichter und der deutsche Geist" (2020) veröffentlichte Böttiger das "furios geschriebene Epochenporträt" (Oliver Pfohlmann in der "tageszeitung", 14. Dezember 2021) "Die Jahre der wahren Empfindung. Die 70er- eine wilde Blütezeit der deutschen Literatur". Paul Jandl nannte es ein "grandioses Buch" (Neue Zürcher Zeitung, 19. Oktober 2021), Michael Braun sah in Böttiger einen "glänzenden Chronisten" und hob vor allem die Charakterisierungen von Peter Handke und Nicolas Born hervor (Badische Zeitung, 9. November 2021), und Frank Schäfer erkannte im "Neuen Deutschland" in "dieser offenen Erzählcollage eine ebenso brillante wie überzeugende Rehabilitation der literarischen 70er" (19. März 2022).
2024 legte Böttiger den Essayband "Die Gegenwart durchlöchern. Beiträge zur neuren deutschen Literatur" vor. Es handelt sich, neben einer Analyse der zeitgenössischen Literaturkritik, um eingehende Porträts der Autoren, die ihn im Lauf der Jahre am meisten beschäftigt haben: Wolfgang Hilbig, Wilhelm Genazino, Ulrich Peltzer, Natascha Wodin, Marcel Beyer, Emine Sevgi Özdamar, Reinhard Jirgl, Lutz Seiler, Judith Hermann, Thomas Lehr, Ingo Schulze, Sibylle Lewitscharoff, Adolf Endler, Johannes Bobrowski und Paul Celan.
Böttiger ist als Literaturkritiker für den Deutschlandfunk und andere Medien tätig. Er hielt unter anderem die Laudationes für Wilhelm Genazino (2004) und Reinhard Jirgl (2010) zum Büchner-Preis. 2013 war Helmut Böttiger Jurysprecher des Deutschen Buchpreises. Er ist berufenes Mitglied der Deutschen Akademie für Fußball-Kultur.

## Veröffentlichungen

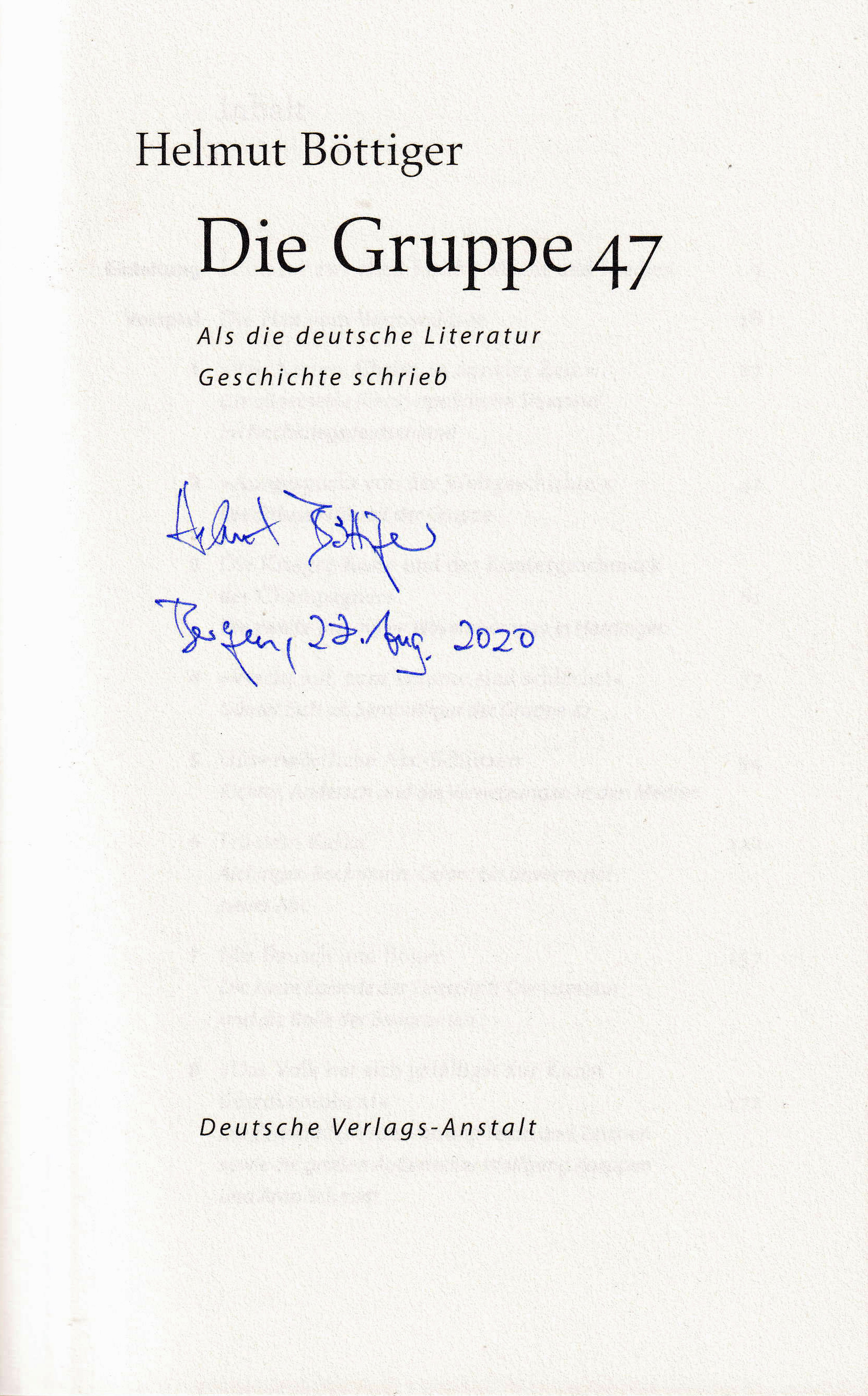
Autograph von Helmut Böttiger

- Graue Verführung: Gedichte. Nachtcaféverlag, Buchenbach 1983.
- Fritz Rudolf Fries und der Rausch im Niemandsland: eine Möglichkeit der DDR-Literatur. Edition Nachtcafé, Hamburg 1985.
- De Soto Diplomat: Notizen zu Kuba. (mit Aquarellen von Jorge Kaimán) Flugasche Verlag, Stuttgart 1991, ISBN 3-925286-17-9 (Edition Walfisch, Band 18).
- Kein Mann, kein Schuß, kein Tor: das Drama des deutschen Fußballs. Beck´sche Reihe München 1993, ISBN 3-406-37411-5.
- Günter Netzer: Manager und Rebell. Autorisierte Biographie. (mit Photographien von Sven Simon) Simader, Frankfurt a. M. 1994, ISBN 3-927515-39-6.
- Rausch im Niemandsland: es gibt ein Leben nach der DDR. Fannei und Walz, Berlin 1994, ISBN 3-927574-27-9.
- Elefantenrunden: Walter Höllerer und die Erfindung des Literaturbetriebs. Literaturhaus, Berlin 2005, ISBN 3-926433-42-6.
- Ostzeit – Westzeit: Aufbrüche einer neuen Kultur. Luchterhand Literaturverlag, München 1996, ISBN 3-630-87986-1.
- Orte Paul Celans. Paul Zsolnay Verlag, Wien 1996, ISBN 3-552-04814-6.
- Nach den Utopien: eine Geschichte der deutschsprachigen Gegenwartsliteratur. Paul Zsolnay Verlag, Wien 2004, ISBN 3-552-05301-8.
- Berichterstatter des Tages: Briefwechsel. (Briefwechsel zwischen Hermann Lenz und Peter Handke als Herausgeber gemeinsam mit Ulrich Rüdenauer und Charlotte Brombach) Insel Verlag Frankfurt am Main 2006, ISBN 3-458-17335-8.
- Schlußball: die Deutschen und ihr Lieblingssport. Suhrkamp Verlag Frankfurt a. M. 2006, ISBN 3-518-45763-2.
- Wie man Gedichte und Landschaften liest: Celan am Meer. Marebuchverlag, Hamburg 2006, ISBN 3-936384-27-4.
- Im Eulenkräut: Hermann Lenz und Hohenlohe. Keicher, Warmbronn 2006, ISBN 3-938743-32-8.
- Doppelleben. Literarische Szenen aus Nachkriegsdeutschland. Begleitbuch zur Ausstellung. Wallstein-Verlag, Göttingen und Deutsche Akademie für Sprache und Dichtung, Darmstadt, 2009, ISBN 978-3-8353-0433-8
- Die Gruppe 47. Als die deutsche Literatur Geschichte schrieb. Deutsche Verlags-Anstalt, München 2012, ISBN 978-3-421-04315-3.
- Ingeborg Bachmann. Deutscher Kunstverlag, Berlin, München 2013, ISBN 978-3-422-07155-1.
- Geistesgegenwärtig. Johann-Heinrich-Merck-Preis und Sigmund-Freud-Preis 1964–2014: Szenen einer deutschen Kulturgeschichte. Wallstein-Verlag, Göttingen und Deutsche Akademie für Sprache und Dichtung, Darmstadt, 2015, ISBN 978-3-8353-1775-8
- Gottlob Haag in Wildentierbach. Deutsche Schillergesellschaft, Marbach am Neckar 2016, ISBN 978-3-944469-22-5 (Aus der Reihe Spuren).
- Celan am Meer. Wallstein-Verlag, Göttingen 2017, ISBN 978-3-8353-3043-6.
- Das herausgemeißelte Jahrhundertwerk. Peter Weiss und seine Ästhetik des Widerstands. Keicher, Warmbronn 2017.
- Wir sagen uns Dunkles. Die Liebesgeschichte zwischen Ingeborg Bachmann und Paul Celan. Deutsche Verlags-Anstalt, München 2017, ISBN 978-3-421-04631-4.
- Celans Zerrissenheit. Ein jüdischer Dichter und der deutsche Geist. Galiani Verlag, Berlin 2020, ISBN 978-3-86971-212-3.
- Die Jahre der wahren Empfindung. Die 70er – eine wilde Blütezeit der deutschen Literatur, Göttingen: Wallstein, 2021, ISBN 978-3-8353-3939-2
- Czernowitz. Stadt der Zeitenwenden. Berenberg Verlag, Berlin 2023, ISBN 978-3-949203-71-8
- Die Gegenwart durchlöchern. Beiträge zur neueren deutschen Literatur. Göttingen: Wallstein 2024, ISBN 978-3-8353-5582-8

## Auszeichnungen
- 1996: Ernst-Robert-Curtius-Förderpreis für Essayistik
- 2012: Alfred-Kerr-Preis
- 2013: Preis der Leipziger Buchmesse für Die Gruppe 47 (Kategorie: Sachbuch/Essayistik)

Zur Begründung der Verleihung des Alfred-Kerr-Preises an Böttiger schrieb die Jury: „Böttiger als Kritiker des eigenen Betriebs schließlich hat Herz genug, seinen Blick auf Narzissmus, Amtsmissbrauch und andere Eigenarten dieses besonderen Berufszweigs zu richten – zur Reflexion der Bedingungen, unter denen Literaturkritik entsteht.“